# 濾胞性歯嚢胞
濾胞性歯嚢胞（ろほうせいしのうほう,follicular cyst）は、胎生期の口腔粘膜上皮の残遺に起因する顎骨内の発育性歯原性嚢胞をいう。分類として含歯性嚢胞、原始性嚢胞がある。

## 概要
濾胞性歯嚢胞は、小さいうちは無症状に経過し、膨脹性発育を示す。骨の無痛性腫脹が増大してくると、骨の膨隆や波動感を認めるようになる。良くいわれている「羊皮紙音」は、余程皮質骨が薄化した嚢胞でない限り認められない。原始性嚢胞は再発しやすい傾向にある。
治療法は、含歯性嚢胞において含んでいる歯牙の萌出方向により開窓術を選択する場合が多い。